# Lijst van voetbalinterlands Sovjet-Unie - Zweden
Deze lijst van voetbalinterlands is een overzicht van alle officiële voetbalwedstrijden tussen de nationale teams van de Sovjet-Unie en Zweden. De landen hebben zeventien keer tegen elkaar gespeeld. De eerste ontmoeting was een vriendschappelijke wedstrijd in Moskou op 8 september 1954. Het laatste duel, ook een vriendschappelijke wedstrijd, vond plaats op 13 juni 1991 in Göteborg.

## Wedstrijden
| №  | Plaats       | Datum            | Competitie           | Wedstrijd            | Uitslag |
| -- | ------------ | ---------------- | -------------------- | -------------------- | ------- |
| 1  | Moskou       | 8 september 1954 | Vriendschappelijk    | Sovjet-Unie − Zweden | 7 − 0   |
| 2  | Solna        | 26 juni 1955     | Vriendschappelijk    | Zweden − Sovjet-Unie | 0 − 6   |
| 3  | Solna        | 19 juni 1958     | WK 1958              | Zweden − Sovjet-Unie | 2 − 0   |
| 4  | Solna        | 18 april 1962    | Vriendschappelijk    | Zweden − Sovjet-Unie | 0 − 2   |
| 5  | Moskou       | 22 mei 1963      | Vriendschappelijk    | Sovjet-Unie − Zweden | 0 − 1   |
| 6  | Stockholm    | 13 mei 1964      | EK 1964 kwalificatie | Zweden − Sovjet-Unie | 1 − 1   |
| 7  | Moskou       | 27 mei 1964      | EK 1964 kwalificatie | Sovjet-Unie − Zweden | 3 − 1   |
| 8  | Göteborg     | 1 augustus 1968  | Vriendschappelijk    | Zweden − Sovjet-Unie | 2 − 2   |
| 9  | Moskou       | 6 augustus 1969  | Vriendschappelijk    | Sovjet-Unie − Zweden | 0 − 1   |
| 10 | Solna        | 6 augustus 1972  | Vriendschappelijk    | Zweden − Sovjet-Unie | 4 − 4   |
| 11 | Moskou       | 5 augustus 1973  | Vriendschappelijk    | Sovjet-Unie − Zweden | 0 − 0   |
| 12 | Tbilisi      | 19 april 1979    | Vriendschappelijk    | Sovjet-Unie − Zweden | 2 − 0   |
| 13 | Solna        | 3 juni 1982      | Vriendschappelijk    | Zweden − Sovjet-Unie | 1 − 1   |
| 14 | Göteborg     | 20 augustus 1986 | Vriendschappelijk    | Zweden − Sovjet-Unie | 0 − 0   |
| 15 | Tbilisi      | 18 april 1987    | Vriendschappelijk    | Sovjet-Unie − Zweden | 1 − 3   |
| 16 | West-Berlijn | 2 april 1988     | Vriendschappelijk    | Sovjet-Unie − Zweden | 0 − 2   |
| 17 | Göteborg     | 13 juni 1991     | Vriendschappelijk    | Zweden − Sovjet-Unie | 2 − 3   |

## Samenvatting
| Competitie        | Totaal gespeeld | Winst Sovjet-Unie | Gelijk | Winst Zweden | Doelsaldo Sovjet-Unie – Zweden |
| ----------------- | --------------- | ----------------- | ------ | ------------ | ------------------------------ |
| WK-eindronde      | 1               | 0                 | 0      | 1            | 0 − 2                          |
| EK-kwalificatie   | 2               | 1                 | 1      | 0            | 4 − 2                          |
| Vriendschappelijk | 14              | 5                 | 5      | 4            | 28 − 16                        |
| Totaal            | 17              | 6                 | 6      | 5            | 32 − 20                        |